# Słoneczny nurek
Słoneczny nurek (tyt. oryg. Sundiver) – powieść science fiction amerykańskiego pisarza Davida Brina, pierwsza część cyklu Wspomaganie. Powieść ukazała się w 1980 r., polskie wydanie wydał Zysk i S-ka w 1995 r.

## Podsumowanie fabuły
"Makakai,jesteś gotowa?". Tymi słowami David Brin zaprasza nas do wykreowanego Świata Wspomaganych. Na wstępie poznajemy głównego bohatera Jacoba Demwę. Jacob pracuje w Centrum Wspomagania na Ziemi.  Nasz główny bohater znalazł tu miejsce nie tylko do pracy, ale miejsce gdzie mógłby się otrząsnąć po tragicznych wydarzeniach związanych z ratowaniem szczytowego osiągnięcia ludzkości, czyli kosmicznej windy w Ekwadorze, która umożliwiała szybki i tani transport towarów z Ziemi na orbitę okołoziemską. Misja dla Jacoba skończyła się utratą ukochanej. Centrum wspomagania zajmuje się udoskonaleniem inteligencji w rasach, którymi ludzkość się opiekuje. Delfiny są taka rasą, a Makakai to ich najdoskonalszy przedstawiciel. Jackob usiłuje zwiększyć inteligencję u delfinów, ale nie kosztem ich unikalnego talentu w dziedzinie poezji i muzyki ("To są LUDZIE,ludzie,którzy mają przepiękny sen. Przykroimy ich na inżynierów, a stracimy rasę poetów!").
W Centrum Wspomagania Jacob dostaje zaproszenie od swojego przyjaciela Fagina, pochodzącego z rasy pozaziemskiej Kanten, na spotkanie w tajemniczej sprawie w Pozaziemskim Rezerwacie Baja. Mimo iż Jacob Demwa nie otrząsnął się jeszcze po tragedii, wiedziony wrodzoną ciekawością przyjmuje zaproszenie. W drodze na spotkanie z Faginem Jacob Demwa napotyka niepokornego dziennikarza La Roque. To kolejna ważna postać, która odegra znaczącą rolę na końcu książki. Razem udają się do Rezerwatu Baja. Przed spotkaniem Jacob Demwa poznaje Kullę (rasa Pring). Na spotkaniu, w którym uczestniczy Bubbakub (rasa Pila, która wspomogła rasę Kulli, Dyrektor Filii Biblioteki, pracownik Instytutu Bibliotecznego), doktor Kepler (twórca projektu "Słoneczny nurek") oraz doktor Martine (konsultant w sprawach psychologicznych), główny bohater zaznajamia się z celem spotkania, czyli zbadaniem tajemniczych istot na Słońcu ("Panie Demwa, wygląda na to, że na Słońcu straszy"). Okazuje się, że we wcześniejszych badaniach Słońca zaobserwowano istoty magnetożerne kształtem przypominające toroidy oraz drugi rodzaj istot, które w odróżnieniu od toroidów kształtem przypominają "duchy" (nazwano je pasterzami toroidów). Postanowiono dogłębniej zbadać sprawę. Jackob Demwa po zaznajomieniu się z sensacyjnymi informacjami wyraża zgodę na uczestnictwo w misji.
Uczestnicy spotkania lecą najpierw na Merkurego. Stamtąd ma być prowadzona misja. Na Merkurym poznajemy ostatnich bohaterów, czyli Helene DaSilva (z którą później Jacob nawiąże romans) oraz doktora Jeffa (Szympans). Postanowiono, iż na słońce najpierw poleci statek jednoosobowy. Niestety, pierwsza próba by dowiedzieć się czegoś więcej na temat toroidów i "duchów" w Słońcu kończy się katastrofą. Jeff ginie w swoim małym heliostatku. Okazuje się, że mogło dojść do sabotażu misji. O celowe uszkodzenie statku Jeffa oskarżony zostaje La Roque, który ostatni był widziany przy statku. Oskarżenia te spowodowały, że niesforny dziennikarz postanowił uciec ze stacji. Jacobowi udaje się powstrzymać La Roquea, w wyniku czego ostatecznie uciekinier trafia do aresztu. W sprawie La Roquea zostało wysłane zapytanie, czy jest w rejestrze "nadzorowanych". Z Ziemi przychodzi potwierdzenie, że nim jest. To ostatecznie pogrąża dziennikarza. Katastrofa pierwszego statku spowodowała, że postanowiono wykorzystać większy, który może pomieścić liczniejszą załogę.
Akcja przenosi się na ten heliostatek, czyli Słonecznego Nurka. W pierwszej misji nawiązano kontakt z inną odmianą "duchów", które potrafią zmieniać kształty (nazwano je Solariowcami). Kontakt nawiązał tylko Bubbakub dzięki swoim urządzeniom. Wszystkie urządzenia pochodzenia ziemskiego okazały się nieskuteczne. Okazuje się, że istoty te są wrogo nastawione do innych ras. Przyznały się do zniszczenia statku Jeffa z wykorzystaniem do tego celu La Roqua (wpłynęły na jego umysł, by dokonał sabotażu statku Jeffa). Bubbakub stwierdził, że możliwość wpływania na umysły z tak dużej odległości, jaką wykazują te stworzenia, zmuszają go do użycia tajemniczego urządzenia, czyli "Pamiątki po Letanich". Bubbakub nie chce wyjaśnić dokładnie do czego służy te urządzenie. Zapewnia tylko, że jest potężne i ochroni Ziemię przed złymi Solariowcami. W międzyczasie z niewiadomych przyczyn Jacob Demwa usiłował wypić jedzenie dla Bubbakuba, które jest śmiertelne dla ludzi. Udało się załodze go powstrzymać, ale Jacob mdleje. Podejrzenia o kolejną próbę zamachu padają na Solariowców. Jacob Demwa po odzyskaniu przytomności dowiaduje się, że Bubbakub użył "Pamiątki po Letanich", w wyniku czego Solariowcy oraz pasterze i toroidy uciekły. Ponadto Bubbakub odmawia dalszego uczestniczenia w misji, co tym samym kończy pierwszą misję Słonecznego Nurka.
Po powrocie na Merkurego Jacob zaczyna analizować fakty, które zaistniały do tej pory i w wyniku swoich przemyśleń odkrywa, że jest prowadzona jakaś intryga przez Bubbakuba. Na spotkaniu, które zaaranżował Jacob wraz z pozostałymi uczestnikami pierwszej misji na Słońce oraz La Roquem, nasz bohater brawurowo wykazał, że La Roque nie zamordował Jeffa, a za wszystko odpowiedzialny jest sam Bubbakub. Miał on sabotować misję badania Słońca, doprowadził do uszkodzenia statku Jeffa, doprowadzając do katastrofy, zmienił dane dotyczące statusu nadzorowanego La Roquea, by go pogrążyć, oraz wraz z Kullą wykreował przedstawienie z użyciem "Pamiątki po Letanich", w którym odegnał Solariowców tak, by zakończyć misję Słonecznego Nurka. Pil Bubbakub zostaje aresztowany. Uznano natomiast, iż Kulla działał pod przymusem Bubbakuba, dlatego też oczyszczono go z zarzutów. Demwa wykrył jeszcze pomniejszą intrygę, czyli misję La Roquea, którego zadaniem było wykraść technologię umożliwiająca dostęp do kosmosu dla nadzorowanych. Po burzliwych wydarzeniach na Merkurym postanowiono wznowić misję Słonecznego Nurka.
Podczas drugiego lotu, już bez Bubbakuba udało się ponownie nawiązać kontakt z Solariowcami, którzy jeszcze raz zażądali, by zostawić ich w spokoju. Znów akcja nabiera tempa, gdyż Jacob odkrył iż Kulla odpowiedzialny jest za wykreowanie mówiących Solriowców dzięki swoim oczom, które działają jak lasery. Po prostu je wyświetlał. Dochodzi do ostatecznego starcia między Kullą a Jacobem. Niestety, nie udało się powstrzymać Kulli przed uszkodzeniem statku, który zaczyna zagłębiać się w gorętsze warstwy Słońca. Walka Heleny Da Silvy (dowódca statku) i pomoc pasterzy wraz z toroidami w celu uratowania Słonecznego Nurka nie przynosi pozytywnego skutku. Ostatecznie Demwa wraz z La Roquem pokonują Kullę. Kulla ginie. Helen Da Silva wpada na śmiały pomysł jak wydostać się ze Słońca. Słonecznemu Nurkowi udaje się wydostać ze Słońca wraz z całą zamrożoną załogą.

## Rasy
1. Człowiek (a-Człowiek ,ul-Delfin-ul-Szymp)
2. Delfin (a-Delfin, ab-Człowiek)
3. Szympans (a-Szymp, ab-Człowiek)
4. Kanten (a-Kanten, ab-Linten-ab-Siqul-ul-Nish)
5. Pila (a-Pil, ab-Kisa-ab-Soro-ab-Hul-ab-Puber-ul-Gello-ul-Pring)
6. Pring (a-Pring ,ab-Pil-ab-Kisa-ab-Soro-ab-Hul-ab-Puber)

## Technologia
- Książka skupia się głównie na wykorzystaniu laserów, które mają być pomocne w eksploracji niższych warstw słońca. Służą one do chłodzenia wnętrza statku.
- Przyspieszanie rozwoju ras z wykorzystaniem genetyki. Jest to główny wątek całego cyklu Wspomaganie.
- Pomniejsze rozwiązania technologiczne, które urozmaicają świat wykreowany przez Davida Brina.

## Nagrody i nominacje
Powieść zajęła trzecie miejsce w głosowaniu na nagrodę Locusa w 1981 roku w kategorii debiut powieściowy.